# پرش با اسب

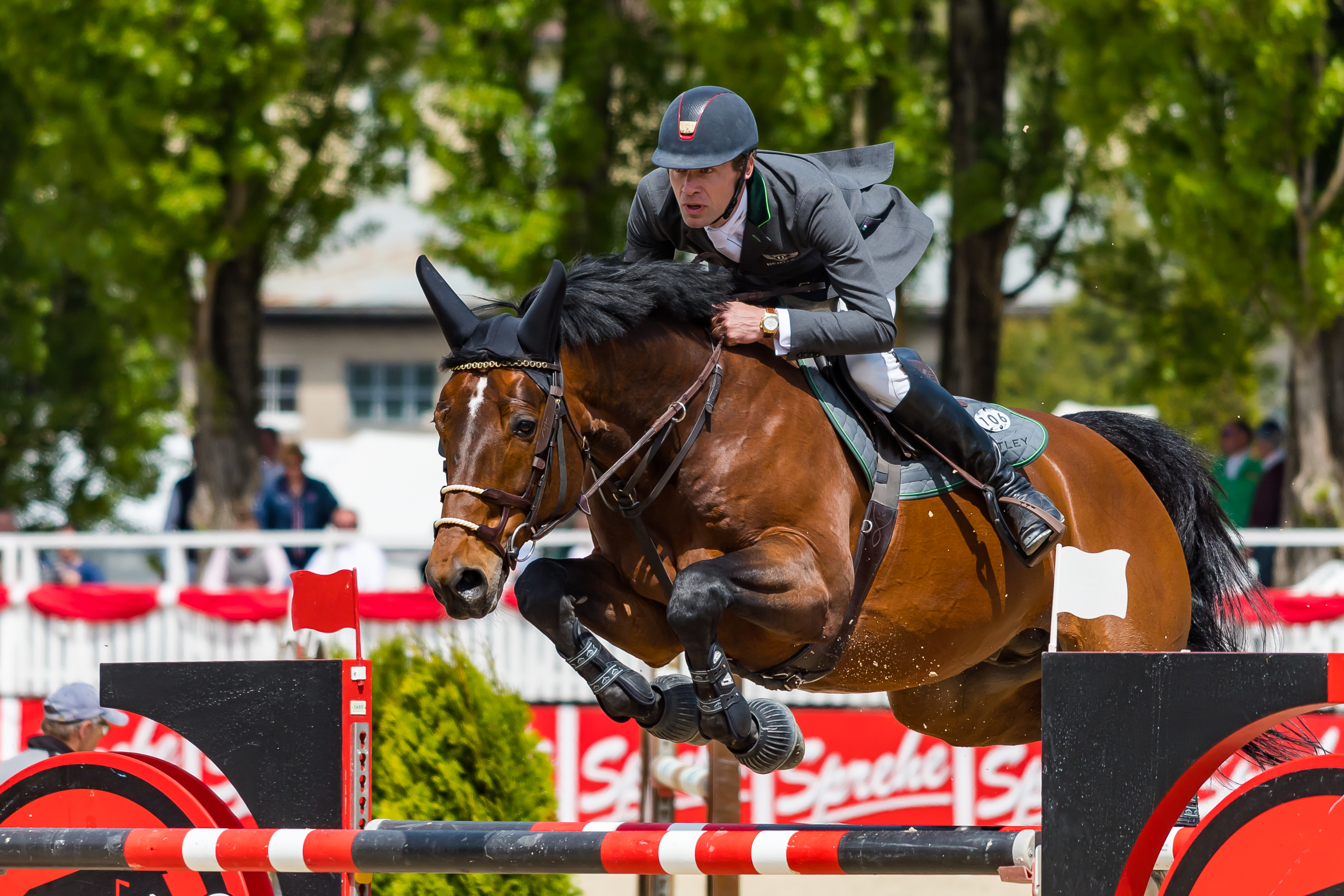
مسابقهٔ پرش با اسب، نوعی امتحان از مجموعهٔ عمل‌کرد اسب و سوارکار در شرایط مختلف بر مسیری از موانع می‌باشد، بطوری که طی آن، انرژی، مهارت، سرعت و اطاعت اسب و همچنین مهارت سوارکار سنجیده می‌شود.

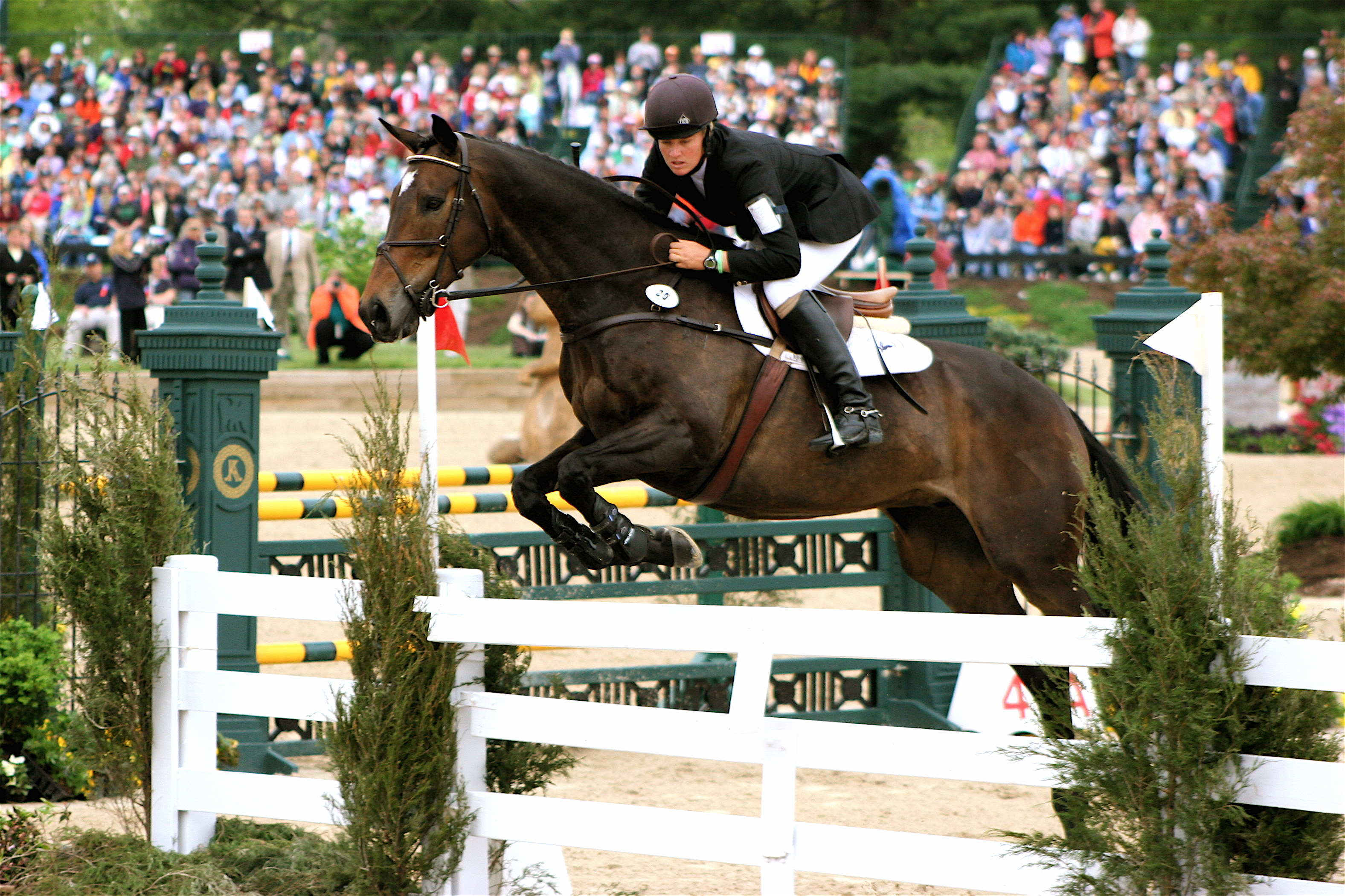
پرش با اسب

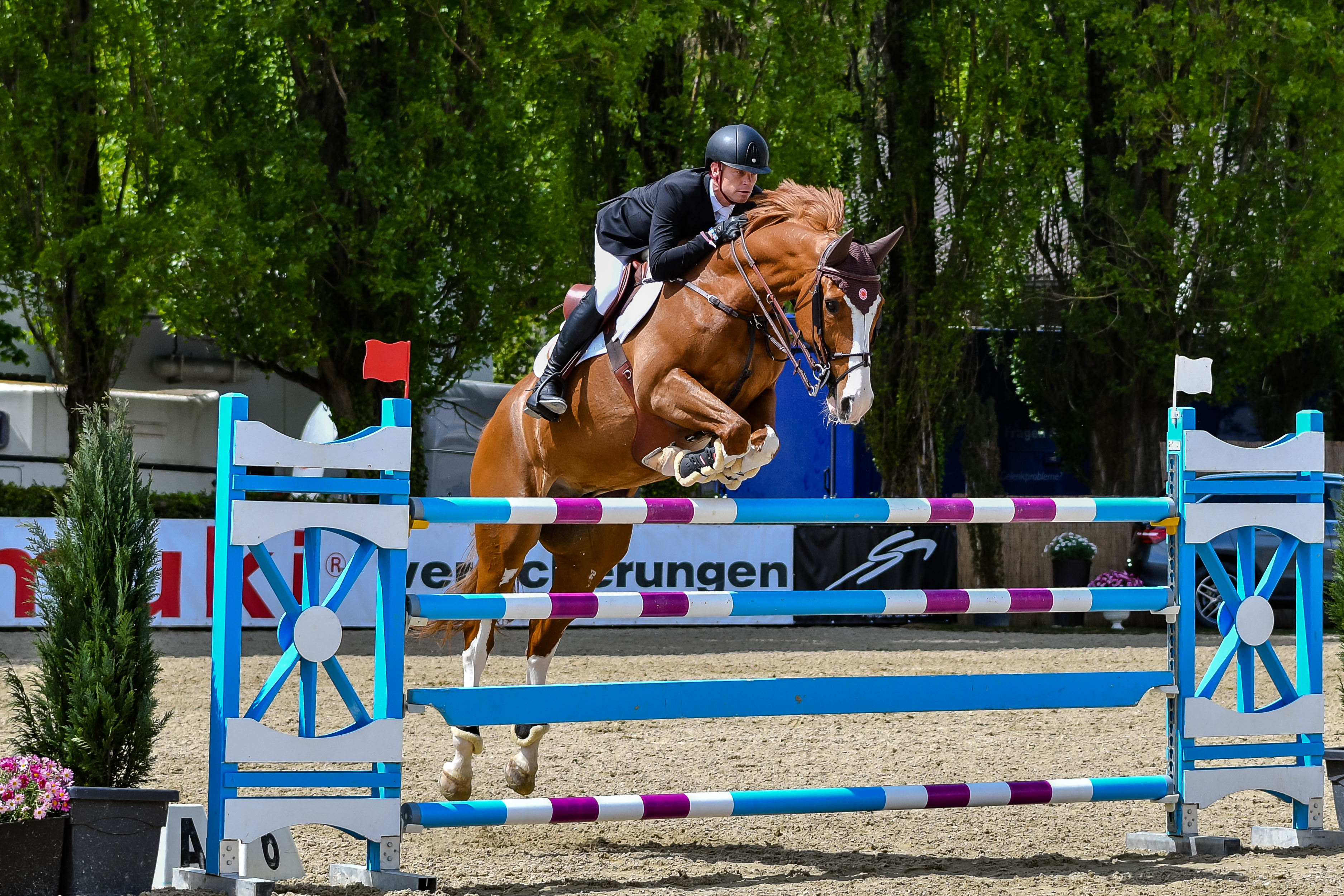
اگر سوارکار در حین پرش به تیرهای بالایی مانع آخر مسیر، ضربه بزند که موجب شود تیر از روی یکی یا هر دوی گیره‌های خود بی‌افتد، خطا به‌حساب سوارکار گذاشته می‌شود.

پرش با اسب (به انگلیسی: Show jumping) یکی از ورزش‌ها و رشته‌های سوارکاری است که مشابه مسابقات درساژ و استقامت است. در این ورزش، اسب و سوار در مسیری معین از روی موانع مشخص عبور می‌کنند.
این ورزش در مسابقات المپیک نیز برگزار می‌شود و مسابقات آن زیر نظر فدراسیون بین‌المللی سوارکاری انجام می‌شود.
مسابقات پرش با اسب در مقاطع و فرم‌های مختلفی برگزار می‌شود که می‌توان به مسابقات جایزه بزرگ، مسابقات سرعت، مسابقات قدرتی، مسابقات شش میله، مسابقات کلکته، مسابقات مادیان‌های تازه‌کار و مسابقات نژاد اشاره کرد.

ایران در سال ۱۹۵۹ به عضویت در فدراسیون بین‌المللی سوارکاری پیوست.

## انواع پرش
در مسابقات برگزار شده در ایالات متحده آمریکا ۹ سطح برگزاری مسابقات وجود دارد.

## نگارخانه

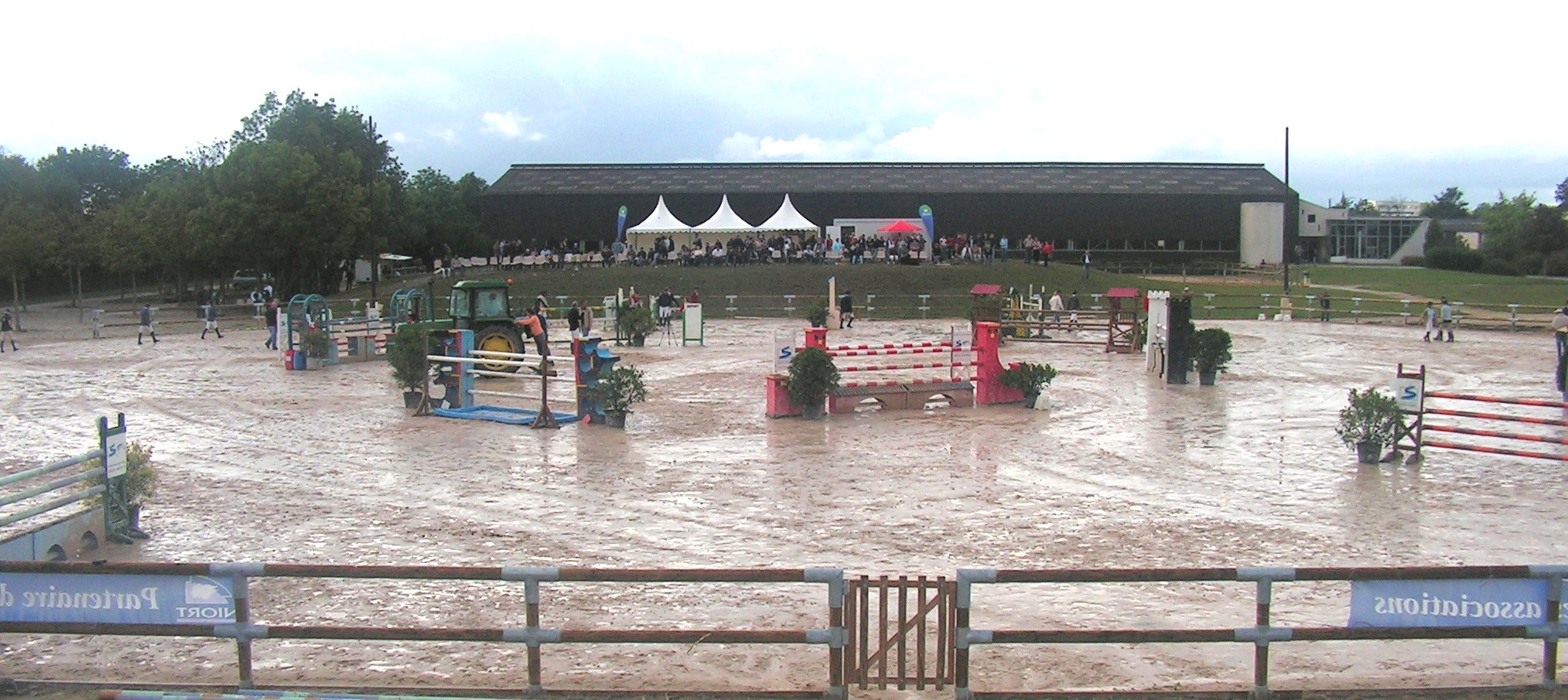
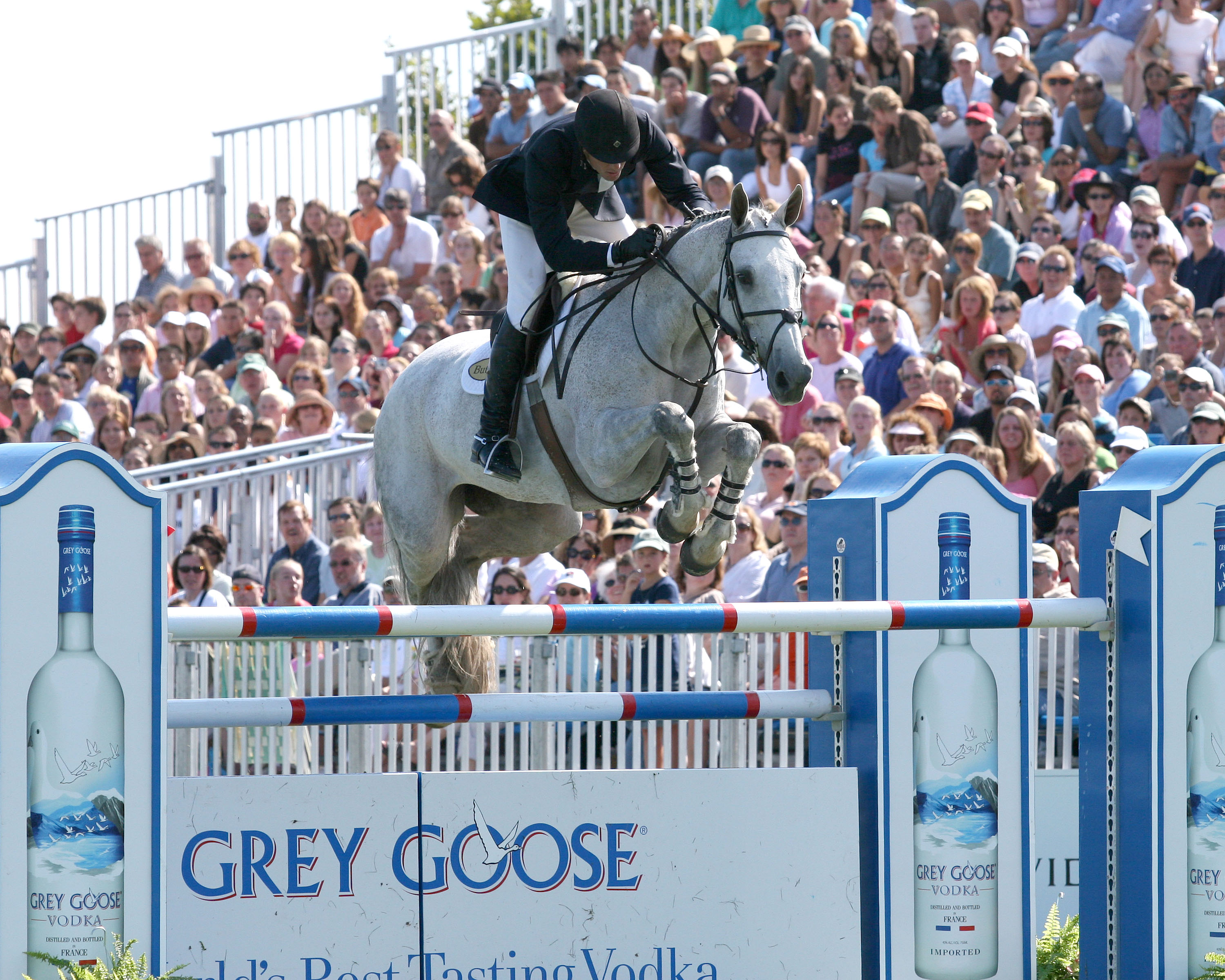
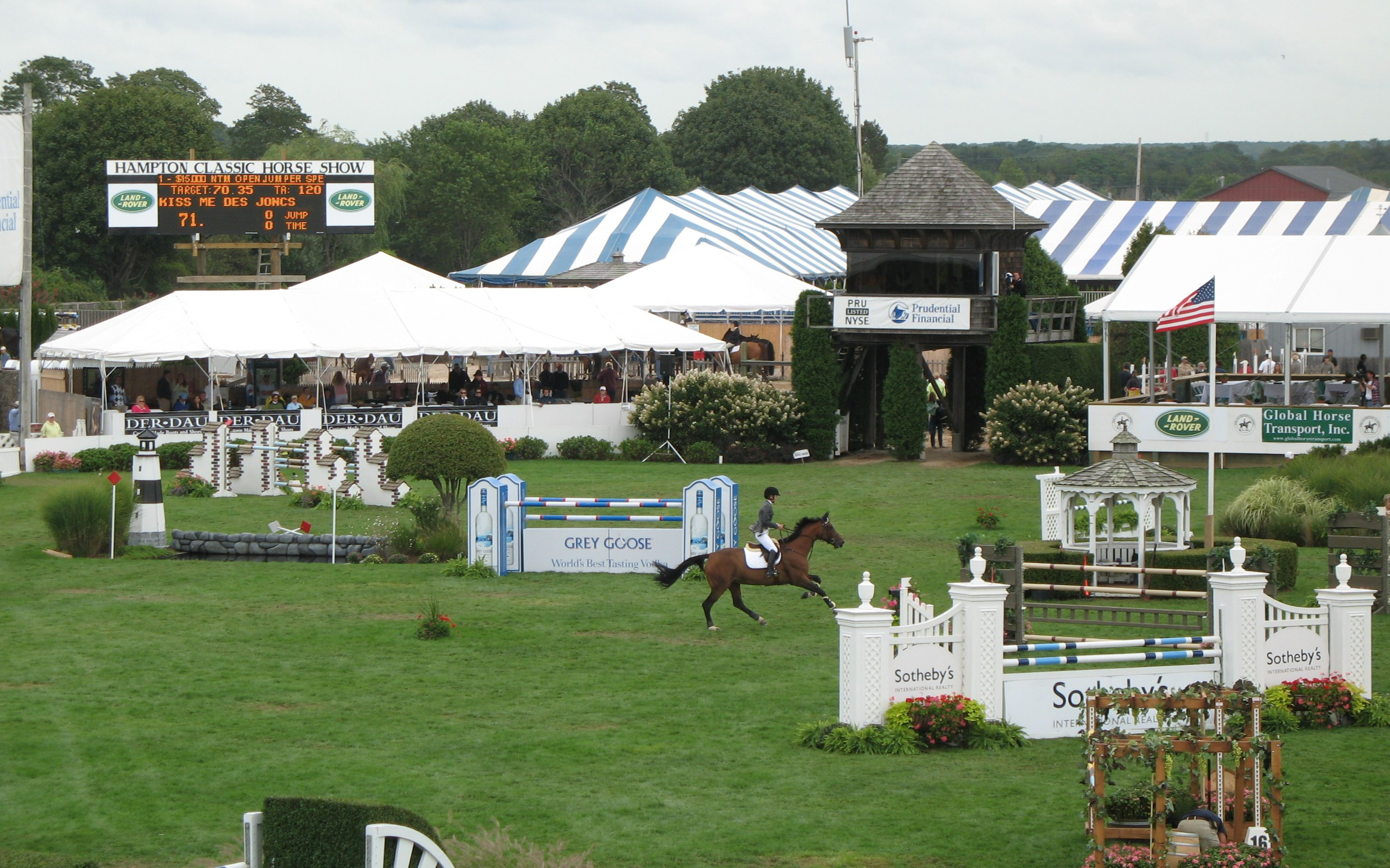
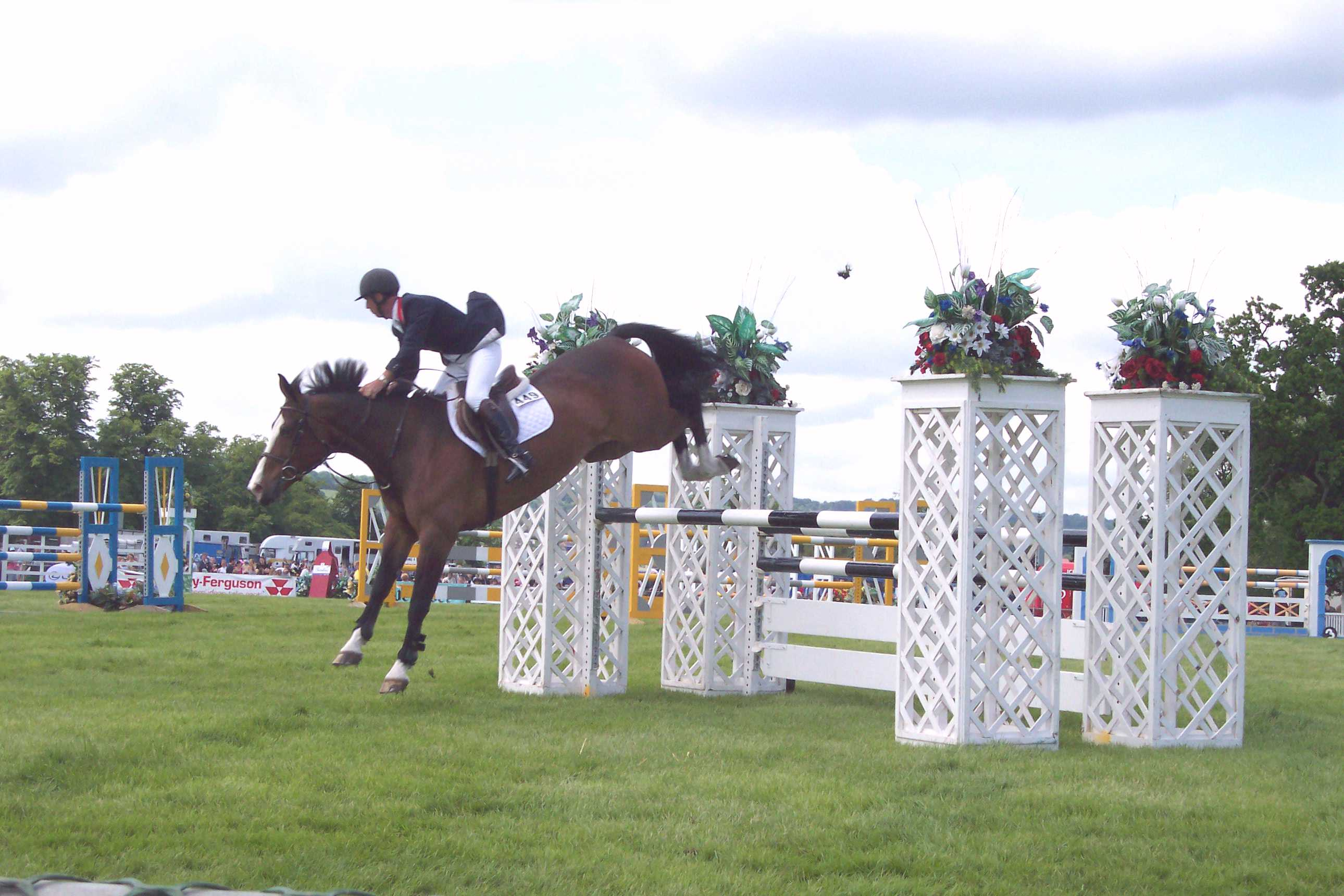
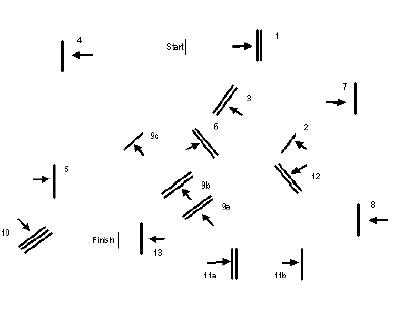